# Luigi Milano (partigiano)
Luigi Milano (Lanciano, 28 giugno 1909 – Roma, 4 giugno 1951) è stato un militare e partigiano italiano. Fu l’iniziatore della Resistenza partigiana nella Val Sangone.

## Biografia
Era figlio di Francesco Milano, insegnante e preside presso il Liceo ginnasio "Vittorio Emanuele II" di Lanciano,  e di Luigia Breber. Il padre Francesco si distinguerà per meriti in occasione della Grande guerra; commemorando anche alcuni suoi studenti caduti in battaglia. 

### La carriera militare nel Corpo degli Alpini
Dopo aver conseguito la maturità classica, nel 1928 entrò come allievo ufficiale nella Reale Accademia di Fanteria e Cavalleria di Modena, frequentando il biennio della Scuola di Applicazione. Nel 1931 fu assegnato al 7º reggimento Alpini con il grado di sottotenente e nel 1935, con il grado di tenente, partì volontario per l’Eritrea. In Africa restò tre anni, ricevendo la Croce di Guerra al valor militare, fino a che, nel 1938, ormai capitano, fu rimpatriato e assegnato al 3º Reggimento Alpini.

### Il servizio come Ufficiale dell’Esercito nella Seconda Guerra Mondiale
Tra il 1940 e il 1941 fu dapprima impegnato sulle Alpi Occidentali nella campagna di Francia e successivamente in Albania, dove fu ferito. Ricoverato a Imola, dopo la convalescenza, nel dicembre del 1941, partì per il Montenegro, dove rimase per tutto il 1942 e ottenne la Medaglia d’argento al valor militare. Tra i soldati ai suoi comandi, anche alcuni uomini che lo seguiranno nell’impresa partigiana, tra cui Nino Criscuolo e Sergio De Vitis. Già in questi anni si distinse per lo stile carismatico e il carattere schietto e diretto nel rapporto con i subalterni.  Nel frattempo, la realtà della guerra aveva incrinato le certezze dei primi anni, quando la sua adesione al fascismo era stata convinta. 
Rientrato in Italia e conseguito il grado di maggiore, fu inviato sull’Appennino tosco-ligure. Il 25 luglio del 1943, alla caduta di Mussolini e del Fascismo, Luigi Milano era di servizio di ordine pubblico a Genova e nei giorni immediatamente precedenti l'8 settembre operava nell’entroterra di La Spezia.

### L’impegno partigiano dopo l'8 settembre
La mattina del 9 settembre 1943, quando giunse la notizia dell'armistizio, anziché abbandonare il reparto come tanti altri comandanti del regio esercito, Milano convocò gli ufficiali del battaglione spiegando qual era la situazione. Così testimonia Nino Criscuolo: <<“Il comando di reggimento è stato catturato dai tedeschi – ci disse – il comando di divisione anche, il comando di corpo d’armata non esiste più. Da questo momento consideratevi in libertà, chi ha famiglia ed è in grado di raggiungerla lo faccia”. Poi prese la cassa del battaglione e ordinò che fosse distribuita equamente fra tutti gli uomini: non era una gran somma, ma il fatto di distribuirla era significativo in momenti in cui tanti altri cercavano di far sparire il denaro>>. A chi voleva seguirlo diede l’indicazione di Avigliana e Giaveno, dove aveva stabilito saldi rapporti di amicizia prima della guerra e dove intendeva recarsi per organizzare una forma di resistenza armata: “Io personalmente andrò a Giaveno, dove costituirò delle bande di guerriglia contro i tedeschi; chi mi vuole raggiungere mi troverà in Val Sangone”. Come ebbe a dire ancora Criscuolo, grazie a Luigi Milano “nel marasma di quei giorni siamo stati uno dei reparti dove l’armistizio fu vissuto in modo meno traumatico “
Divenuto il primo Comandante dei Partigiani della Val Sangone, tra il 12 settembre e il 22 ottobre 1943 Luigi Milano organizzò le prime bande della valle, raccogliendo gli “sbandati”, cioè quei soldati che dopo l’armistizio si erano ritrovati senza guida, stabilendo contatti con le formazioni delle vallate vicine, individuando e stabilendo le prime fonti di finanziamento, guidando i primi "colpi" ai depositi di armi e ai magazzini dell'ammasso. Il fatto stesso di essere un maggiore degli alpini diventava elemento di aggregazione per gli sbandati e rassicurazione per la popolazione.

### La cattura
La sera del 22 ottobre, in seguito ad una delazione, fu catturato da parte di militari tedeschi all'albergo "Lago Grande" di Avigliana. Si trattò di un'azione mirata: i comandi germanici, che già avevano posto una taglia su Milano, sapevano per certo che il maggiore si trovava lì quella sera. Nelle stesse ore catturarono anche, a Coazze, l'industriale ebreo Enrico Valobra, che con lui collaborava. A quest'ultimo, che fu deportato come prigioniero politico e Mauthausen dove morì sei mesi dopo, è stata intitolata una "pietra d'inciampo" nel gennaio del 2018. Il Maggiore Milano, rinchiuso nel carcere "Nuove" di Torino e lungamente torturato, fu rilasciato nell'aprile del 1944, ormai profondamente minato nel fisico. Nel novembre del 1944 fu ricoverato clandestinamente nel tubercolosario di Cuasso al Monte per tubercolosi polmonare sinistra con versamento. Il 24 settembre 1945 sposò a Milano Elia Cargnelutti, con cui era fidanzato sin da prima della guerra. Posto in aspettativa per infermità dipendente da causa di servizio, trascorse gli ultimi anni di vita tra un ospedale e l'altro senza più rimettersi. Morì a Roma il 4 giugno 1951.

## Onorificenze
Croce di Guerra al valor militare, ricevuta il 25 dicembre 1935 durante il servizio in Africa Orientale per il comportamento durante lo scontro di Algagà.
Medaglia d'argento al valor militare, ricevuta nel 1942 durante la campagna nel Montenegro per la conquista della quota 852

## Memoria
A Luigi Milano è stato intitolato il Piazzale antistante l’Ossario di Forno di Coazze.
Il 29 settembre 2021 è stato inoltre dedicato il parco in via Osento nella sua città natale Lanciano.